# Jocelyn Robert
Jocelyn Robert, né en 1959, est un professeur, écrivain, performeur et artiste québécois.

## Biographie
Jocelyn Robert obtient son baccalauréat de l'École d'Architecture de l'Université Laval en 1984. Il suit ensuite un cours intensif en programmation information à l'Université Simon Fraser, puis va suivre des cours en Colombie-Britannique à l'École des Arts de Vancouver. En 2003, il termine sa maîtrise en arts à l'Université de Stanford, en Californie.
Il enseigne au Mills College, en Californie, de 2003 à 2004, à l'Université du Québec à Montréal de 2006 à 2008, ainsi qu'à l'Université Laval depuis 2008. De 2012 à 2017, il dirige l'École d'art de l'Université Laval.
Ses installations et ses vidéos sont reconnus à l'internationale,. Ses œuvres font partie de la collection du Musée national des beaux-arts du Québec, du Musée d'Arts de Nantes, du Musée d'art contemporain de Montréal et de la Galerie de l'UQAM,, .  
Il est le créateur d'Avatar, un centre d'artistes en arts audio et électronique, fondateur d'OHM éditions ainsi que cofondateur de Méduse, un lieu de création coopératif pour les artistes dont il est le président depuis 1997,,,.

## Œuvres

### Publications
- In memoriam Joseph Grand, Montréal, Le Quartanier, 2005, 155 p.  (ISBN 2980812285).
- La danse des variables, Québec, Squint, 2017, 622 p.  (ISBN 9782981662408).

### Collaborations
- Piano à numéros, par Dominique Blain, Québec, OHM éditions, 2003, 71 p.  (ISBN 2920512048).
- Jocelyn Robert : aucune de mes mains ne fait mal, par Marie Fraser, Montréal, VOX, centre de l'image contemporaine, 2005, 51 p.  (ISBN 2980885606).
- Degrés d'hybridité : regard sur le Mois Multi 6, Québec, OHM éditions, 2005, 87 p.  (ISBN 2920512056).
- Jocelyn Robert : l'inclinaison du regard, par Louise Déry, Montréal, Galerie de l'UQAM, 2005, 143 p.  (ISBN 2920325906).
- Cut : Raymond Gervais, Christof Migone, Jocelyn Robert, par Michèle Thériault, Montréal, Galerie Leonard & Bina Ellen Art Gallery, 2006, 91 p.  (ISBN 9782920394728 et 292039472X).
- Catherine Bouchard & Sabin Hudon : la dérive de l'instant, par Louise Provencher, Montréal, Oboro, 2011, 143 p.  (ISBN 9782922042511).
- Espaces de savoir, par Suzanne Leblanc, Québec, Presses de l'Université Laval, 2016, 7 vol.  (ISBN 9782763731926).

### Albums
- Folie/Culture, London, RéR Megacorp, 1991, 1 disque.
- Le piano flou, Québec, OHM éditions, 1995, 2 disques.
- La théorie des nerfs creux, Québec, OHM éditions, 1996, 1 disque.
- Radio folie culture, Québec, OHM éditions, 1996, 1 disque.
- Canned goods : a typical afternoon in the backyard in Phoenix, Arizona, Québec, OHM éditions, 1996-1999, 1 disque.
- 20 moments blancs lents, Québec, OHM éditions, 1998, 1 disque.
- Pandore, Monréal, Ambiances Magnétiques : DAME, 2005, 4 disques.
- Bingo, Québec, Merles, 2007, 48 min 15 s.
- Scories, Québec, Merles, 2008, 66 min 30 s.

### Expositions

#### Expositions individuelles
- 1987 : 400 blocs de béton et chaux, avec Diane Landry, Université Laval, Québec, QC, Canada[2]
- 1988 : Bonjour Dürer, L'Œil de poisson, Québec, QC, Canada[2]
- 1991 : Environ 8 000 kilomètres, avec Diane Landry, Obscure, Québec, QC, Canada[2]
- 1993 : AB Box, avec Diane Landry, Obscure, Québec, QC, Canada[2]
- 1994 : Le balcon de Montfort, Obscure, Québec, QC, Canada[2]
- 1999 : La salle des nœuds 2, avec Émile Morin, Symposium d’art actuel de Moncton, NB, Canada[2]
- 2000 : 
  - La salle des nœuds 2.1, avec Émile Morin, Mois Multi, Studio d’essai de Méduse, Québec, QC, Canada[2]
  - La salle des nœuds 2.2, Pedestrian Movements, avec Daniel Jolliffe, Artspeak Gallery, Vancouver, BC, Canada[2]
  - La salle des nœuds 2.3, avec Émile Morin, Festival du nouveau cinéma, SAT, Montréal, QC, Canada[2]
  - La salle des nœuds 2.4, Outer Ear Festival of Sound, Experimental Sound Studio, Chicago, IL, États-Unis[2]
  - La salle des nœuds 3, avec Émile Morin, lors de Computer Voices / Speaking Machines, Walter Phillips Gallery, The Banff Centre, Banff, AB, Canada[2]
- 2005 : Jocelyn Robert. L’inclinaison du regard, Galerie de l’UQAM, Montréal, QC, Canada[11]
- 2006 : 
  - L’Invention des animaux, Vooruit, Gand, Belgique[2]
  - Espèces et Quasi-Espèces, avec Emile Morin, Mois Multi 7, Québec, QC, Canada[2]
  - Jocelyn Robert. Travaux récents, Galerie Séquence, Saguenay, QC, Canada[2]
- 2007 : La République, Daïmon, Gatineau, QC, Canada[2]
- 2009 : 
  - Aucune de mes mains ne fait mal, L'Œil de Poisson, Québec, QC, Canada[2]
  - Planches hors texte, Centre VU, Québec, QC, Canada[2]
- 2015 : Interférences, Musée d'Arts de Nantes, Nantes, France[12]
- 2016 :
  - Moirés et Automoirés, Centre VU, Québec, QC, Canada[13]
  - Blue Empire New-York Babel Billboard, École d'arts de l'Université Laval, Québec, QC, Canada[14]
  - Moirés et Automoirés, École d'art de l'Université Laval, Québec, QC, Canada[15]
  - Belugas, Galerie de la Bande Vidéo, Québec, QC, Canada[16]
- 2018 : Coïncidences, Galerie Michel Guimont, Québec, QC, Canada[17]
- 2019 :
  - Conjonctures, Centre Expression, Saint-Hyacinthe, QC, Canada[18]
  - Period Rooms, VOX Centre de l'image contemporaine, Lieu historique national de Sir-George-Étienne-Cartier, Montréal, QC, Canada[19]

#### Expositions collectives (sélection)
- 2003 : 
  - « Bonheur et simulacre », Manif d’art 2 – Biennale de Québec, Québec, QC, Canada[20]
  - « Point of entry », avec Daniel Jolliffe, Moving Image Center, Aukland, Nouvelle-Zélande[21]
- 2008 : « C'est arrivé près de chez vous : L'art actuel à Québec. » Musée national des beaux-arts du Québec, Québec, QC, Canada[22]
- 2010 : Nuit blanche, Toronto, ON, Canada[23]
- 2012 : « Candide - Cándido », Festival culturel de Mayo, Manif d'art invité d'honneur, Guadalajara, Mexique[24]
- 2014 : Zeit Und Wetter, « Chantiers », avec Louis Ouellet. Centre Regart, Lévis, QC, Canada[25]
- 2017 : « L’art de la joie », Manif d’art 8 – Biennale de Québec, Québec, QC, Canada[26]
- 2019 : 
  - Lumière sur l'art, 5e édition, Société de développement commercial de Montcalm-Quartier des arts et MNBAQ, QC, Canada[27]
  - L'Esprit des lieux, « Si petits entre les étoiles, si grands contre le ciel » Galerie Michel Guimont, Manif d'art 9 – Biennale de Québec, Québec, QC, Canada, commissaire Sophie Jacques[28]

## Prix et honneurs
- 1984 : lauréat du deuxième prix de l'École d'architecture de l'Université Laval[2]
- 1987 : lauréat du Prix d'Enformance : les 12 heures du concours de sculpture publique avec Diane Landry[2]
- 1989 : récipiendaire d'une bourse de recherche et création du ministère de la Culture et des Communications du Québec[2]
- 1990 : récipiendaire d'une bourse du programme Exploration Conseils des Arts du Canada[2]
- 1991 : 
  - récipiendaire d'une bourse de recherche et création du ministère de la Culture et des Communications du Québec[2]
  - récipiendaire d'une subvention de réalisation du Conseils des Arts du Canada[2]
  - récipiendaire d'une bourse de type B du Conseils des arts et des lettres du Québec[2]
- 1992 : récipiendaire d'une bourse de recherche et création du ministère de la Culture et des Communications du Québec[2]
- 1993 : 
  - récipiendaire d'une bourse du programme Exploration Conseils des Arts du Canada[2]
  - récipiendaire d'une bourse de recherche et création du ministère de la Culture et des Communications du Québec[2]
- 1994 : récipiendaire d'une bourse de longue durée du ministère de la Culture et des Communications du Québec[2]
- 1995 : récipiendaire d'une bourse de type B du Conseils des arts et des lettres du Québec[2]
- 1997 : récipiendaire d'une bourse de déplacement du Conseils des arts et des lettres du Québec[2]
- 1998 : 
  - nommé au Prix du rayonnement international au Prix d’excellence des arts et de la culture du Québec[2]
  - récipiendaire d'une bourse de type B du Conseils des arts et des lettres du Québec[2]
- 2000 : récipiendaire d'une subvention de réalisation du Conseils des Arts du Canada[2]
- 2002 : lauréat du premier prix au Transmediale, catégorie Image, à l'International Media Art Festival Berlin[2]
- 2003 : récipiendaire d'une subvention de voyage aux artistes des arts médiatiques du Conseils des Arts du Canada[2]
- 2004 : 
  - récipiendaire d'une subvention de réalisation du Conseils des Arts du Canada[2]
  - nommé pour le Prix Reconnaissance au Prix d’excellence des arts et de la culture du Québec[2]
- 2006 : 
  - récipiendaire d'une subvention de recherche du Conseils des Arts du Canada[2]
  - lauréat du Prix du rayonnement international du Conseil de la Culture de Québec[2]
  - finaliste au World Technology Awards de San Francisco[2]
- 2007 : 
  - récipiendaire d'une Bourse de voyage pour le projet Urban Interface Berlin du Conseils des arts et des lettres du Québec[2]
  - lauréat du Prix à la création artistique-CALQ du Conseil de la Culture de Québec[2]
- 2008 : récipiendaire d'une Bourse de projet du Conseils des arts et des lettres du Québec[2]
- 2008 - 2009 : Prix Videre Reconnaissance[29]
- 2017 : lauréat du Prix Hommage aux créateurs de l'Université Laval[3]
- 2022 : lauréat Prix du Gouverneur général en arts visuels et médiatiques[30],[9]
- 2023 : Compagnon de l'Ordre des arts et des lettres du Québec[31]